# Mielno (jezioro w powiecie gnieźnieńskim)
Mielno – jezioro w Polsce, w województwie wielkopolskim, w powiecie gnieźnieńskim, w gminie Mieleszyn, na Pojezierzu Gnieźnieńskim. Przez akwen przepływa rzeka Mielneńska Struga, dopływ Wełny. Brzegi jeziora są zalesione. Na północ od akwenu leży wieś Mielno.

## Dane morfometryczne
Zwierciadło wody położone jest na wysokości 97,2 metrów. Maksymalna głębokość akwenu wynosi 6 metrów.